# Лелюх, Владимир Денисович
Лелюх, Владимир Денисович (8 мая 1942, город Горький — 17 августа 2013, Нижний Новгород) — советский и российский учёный, программист, основатель нижегородской школы олимпиадного программирования.
В олимпиадном движении по информатике с 1990 года. Внёс вклад в развитие школы программирования в Нижегородской области, с 2015 года Городская олимпиада школьников по информатике в Нижнем Новгороде носит имя В. Д. Лелюха.

## Биография
Владимир Денисович родился 8 мая 1942 года в городе Горький.
Окончил механико-математический факультет Горьковского государственного университета имени Н. И. Лобачевского.
Закончив аспирантуру при Новосибирском государственном университете в 1969 году, Владимир Денисович начал преподавать в Нижегородском университете на кафедре математической физики.
В олимпиадном движении по информатике с 1990 года.
С 1995 года работал преподавателем информатики в областной школе для одарённых детей.

Вот как вспоминал В. Д. Лелюх свой первый опыт наставничества:
Все началось с Лицея № 40 города Нижний Новгород, когда мне предложили взять целый класс для ведения обычных занятий по информатике. Об олимпиадах я тогда и не задумывался — хотелось из школьников создать будущих профессионалов в программировании. А вот когда они стали мне сообщать, что они победили в олимпиаде, я стал проводить занятия уже с целевой ориентировкой — обучение участию в олимпиаде.
В последние годы Владимир Денисович работал в Нижегородском государственном университете имени Н. И. Лобачевского на механико-математическом факультете, кафедра математической физики, а также преподавателем спецкурса по информатике в МОУ «Лицей № 40» и курса «Информационные технологии в математике и физике» НОЦ при научно-образовательном центре при Лицее № 40 ННГУ и Институте прикладной физики (ИПФ РАН).
Умер 17 августа 2013 года в Нижнем Новгороде. Похоронен на Нижегородском (Федяковском) кладбище — Новая территория.

## Научные интересы
За время обучения в аспирантуре и работы в университете Владимир Денисович написал 28 работ, которые были опубликованы. В частности, среди них было две работы, относящиеся к информационным технологиям, — программный комплекс для микроЭВМ, предназначенный для эксплуатации в автономном сооружении, и «перетранслятор» программ, написанных на популярном тогда в ННГУ языке АЛГОЛ, на входящий тогда в моду язык Фортран.
Эти работы были выполнены по заказу профессора Виктора Пантелеевича Малкова.

## Методика преподавания
Владимир Денисович многие годы учил школьников Нижегородской области программированию и занимался подготовкой участников олимпиад. Он являлся основателем и бессменным лидером нижегородской школы олимпиадного программирования и много лет вёл занятия со школьниками на базе Нижегородского государственного университета, а также во многих школах Нижнего Новгорода и близлежащих городов. Многократно проводил серии занятий в Сарове.
В. Д. Лелюх строил занятия по вариативной и даже открытой программе, когда изучаемый материал и по объёму, и по содержанию зависит от самих обучаемых, так как работа с одарёнными детьми не должна следовать школьной программе, как это часто происходит по предметам с олимпиадами по параллелям.
Как отмечал В. Д. Лелюх, особенность олимпиадной информатики как творческого развития детей — это отсутствие разбиения детей на параллели в олимпиадном состязании. Это создаёт особый состязательный дух, интеллектуальный марафон у младших учеников, так как появляется реальная возможность опередить старших.

От преподавателя здесь требуется творческий подход: если надо донести до понимания младшего школьника материал, который по школьной программе он получит только через два года, то недопустимо его преподносить, следуя методике для старшего. Нужно найти другую форму и метод подачи материала с учётом возраста ученика и его базовой школьной, подготовки. В этом инновационное достижение В. Д. Лелюха — методика раннего раскрытия таланта у школьников в области информатики.
«Я всегда буду не согласен с точкой зрения, что ребёнок-олимпиадник не будет исследователем. Если он не нашёл себя в исследовательской деятельности, в профессии, то наставник не обучал ученика, а натаскивал его на разных задачах, и с таким наставником ученику не повезло!» — считал В. Д. Лелюх.
Нацеленность на исследовательскую работу и достижение ребёнком открытия на каждом занятии составляют основу методики В. Д. Лелюха.

## Известные ученики В. Д. Лелюха
Первый опыт работы с талантливой молодёжью В. Д. Лелюх получил, участвуя в организации специальной школы по математическому моделированию и профессиональному программированию при механико-математическом факультете ННГУ им. Лобачевского для школьников Нижнего Новгорода. С 1995 года он работал преподавателем информатики в областной школе для одарённых детей.
Владимир Денисович был одним из немногих преподавателей в России, чьи ученики на протяжении почти 20 лет достигали наивысших успехов в олимпиадах по информатике.
Восемь учеников В. Д. Лелюха стали призёрами международных олимпиад по информатике. С 1995 года по 2013 год они 13 раз завоёвывали золотые медали, что составляет более четверти всех золотых медалей российских участников за всю историю IOI, 1 раз серебряную и 3 раза бронзовые.
Из этих 13 золотых медалей две — это абсолютные первые места, и ещё одна — это разделённое абсолютное первое место. Команды ННГУ под его руководством неоднократно участвовали в финалах чемпионата мира по командному программированию ACM.
Успех в подготовке школьников и первые значительные результаты на Всероссийских олимпиадах по информатике пришли к Владимиру Денисовичу со школьниками Марком Сандлером и Владимиром Мартьяновым. Марк Сандлер и Владимир Мартьянов принесли медали России и Нижнему Новгороду в 1995 году (Нидерланды) и 1996 год (Венгрия).
Успехи Марка Сандлера имеют огромное значение для преподавания Нижегородской информатики. С него началось программирование не для решения задачи, а для нахождения лучшего алгоритма решения задачи.
Михаил Баутин — основатель компании Yugabyte, Кремниевая долина, привлекли более 100 млн долларов инвестиций.
Андрей Жмогинов — один из ведущих исследователей искусственного интеллекта в Google.
Марк Сандлер — один из ведущих исследователей в Google.
Пётр Калинин — основатель платформы Алгопрог по подготовке к олимпиадному программированию, старший разработчик компании Яндекс.
«Благодаря ежегодным достижениям школьников в олимпиадной информатике, их дальнейшему профессиональному образованию, состав методической комиссии в последние годы стремительно молодеет. Присущий этому возрасту максимализм и торопливость часто приводит к недоработкам, что ещё больше повышает значение ветеранов в подготовке студенческой молодежи к новой роли — лидеров олимпиадного движения, к которой, так же как и к участию в олимпиадах, нужно кропотливо готовить молодых тренеров — будущих наставников уже на школьной скамье, прививая им чувство высочайшей ответственности за свою работу», — подчеркивал В. Д. Лелюх.

## Звания и награды
За подготовку чемпионов и призёров всероссийских и международных олимпиад по информатике В. Д. Лелюх имел много различных наград.
1. Награждён медалью ордена «За заслуги перед Отечеством» II степени (2001),
2. Лауреат Премии Президента РФ по программе «Одарённые дети» и Премии Нижнего Новгорода (2000),
3. Имел Почётные грамоты и благодарности Министерства образования РФ, областной и городской администраций Нижнего Новгорода разных лет с 1996 по 2007 гг[1].